# Mendoncia guatemalensis
Mendoncia guatemalensis là một loài thực vật có hoa trong họ Ô rô. Loài này được Standl. & Steyerm. mô tả khoa học đầu tiên năm 1947.